# Maison doubleaude

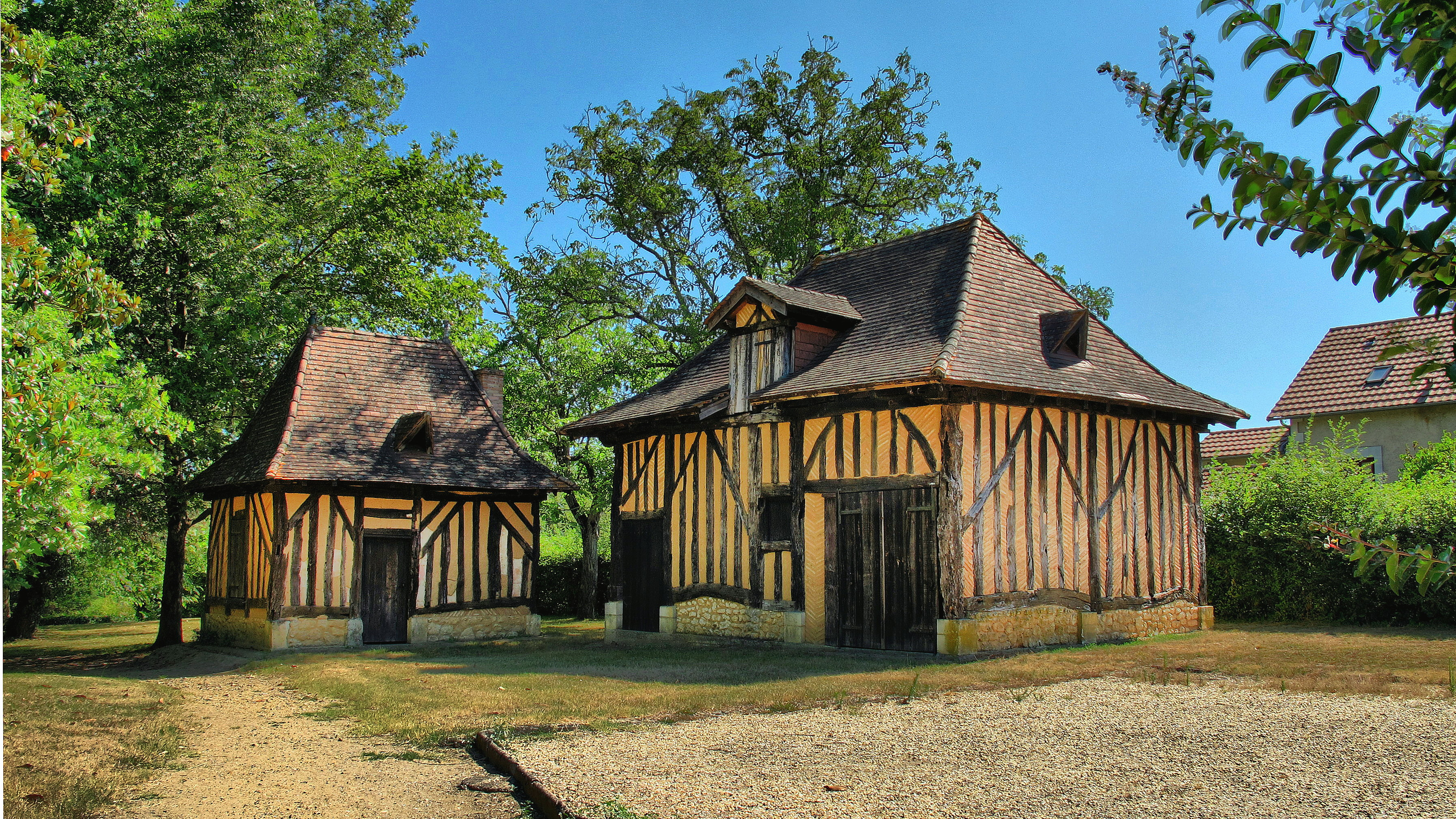
Maisons doubleaudes restaurées au parc Voulgre à Mussidan.

Une maison doubleaude est une ancienne maison traditionnelle de la Double en Périgord Blanc dans le département de la Dordogne.

## Architecture
La maison doubleaude est constituée d’un bâtiment rectangulaire (plan barlong) avec les ouvertures en façade. Par manque de matériaux disponibles, seuls les soubassements sont en pierre; les murs sont réalisés en colombage de bois rempli de torchis (mélange de terre argileuse et de paille).
Les toits sont à deux pans couverts de tuiles canal et parfois à double pente : une  pente forte au-dessus avec des tuiles plates et une pente plus faible en bas avec des tuiles disposées en canal. Cette technique contribue à rejeter l’eau à distance du mur et des bois de charpente afin de les protéger. Les toitures sont donc dépourvues de chéneau ou de gouttière. 

## Aménagement intérieur
La maison doubleaude se résume à une ou deux pièces. La grande pièce à vivre où l'on cuisine, mange et dort : elle possède une grande cheminée dans laquelle chauffent les marmites. Le lit se trouve dans un coin de la pièce. 
Le sol se compose de terre battue ou est couvert de pierres plates, de carreaux de terre cuite ou de simples galets noyés dans du mortier.

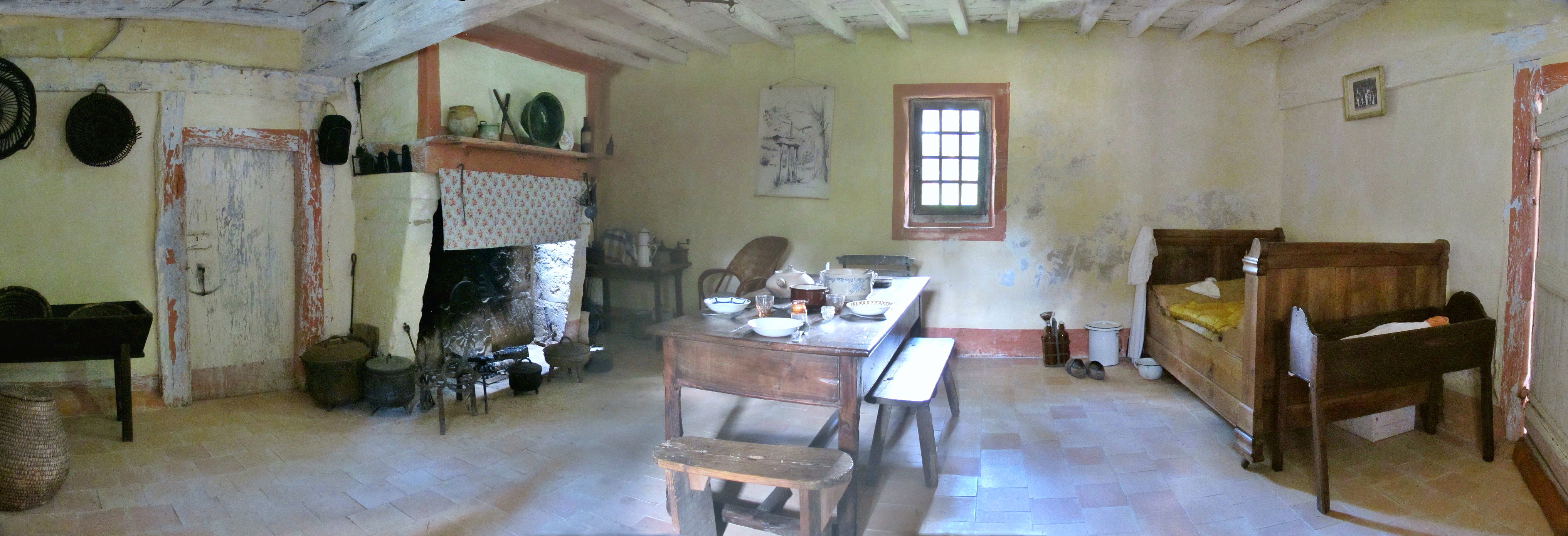
La pièce à vivre de la ferme du Parcot.

## Écomusée

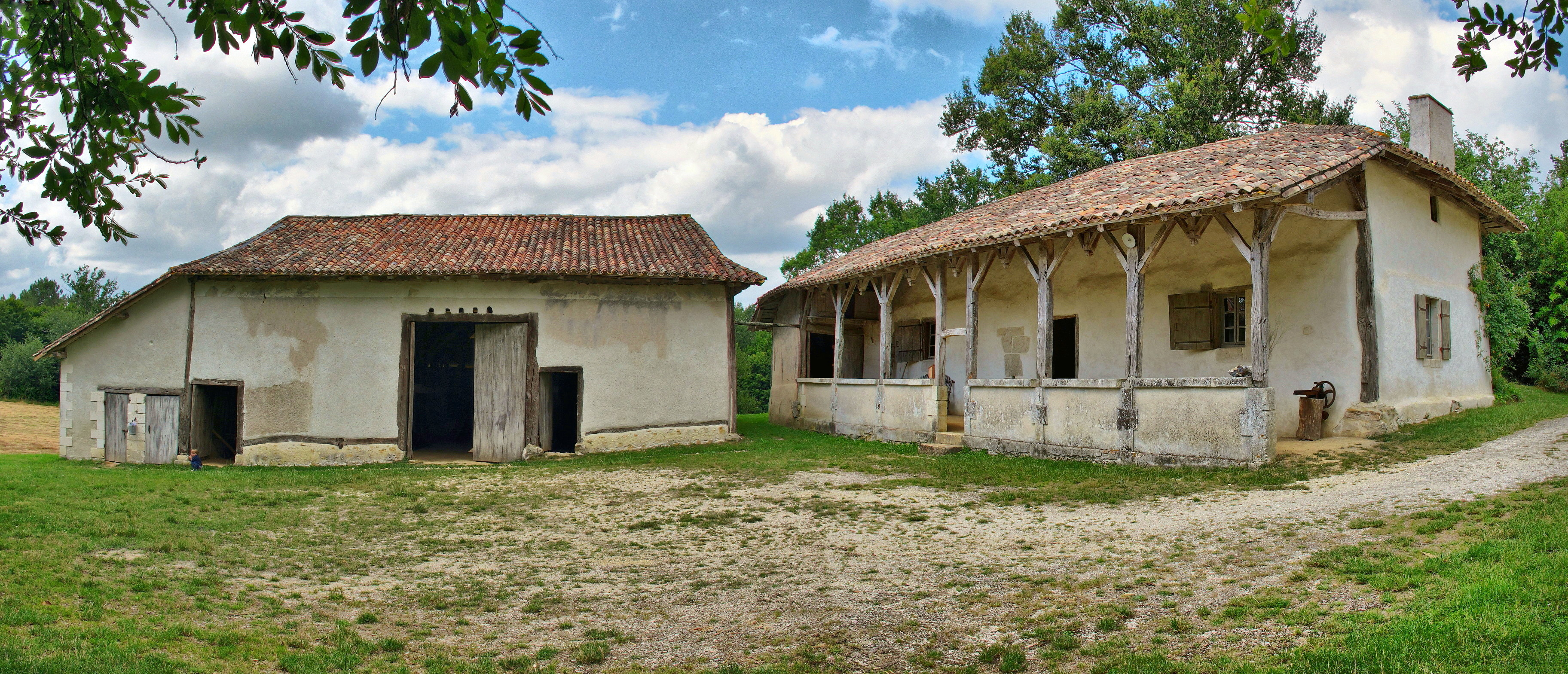
La ferme du Parcot.

La ferme du Parcot à Échourgnac, inscrite partiellement en 1992 au titre des monuments historiques, présente un ensemble constitué de la maison doubleaude, la grange située à proximité et bâtie selon les mêmes principes, le fournil et l'étang bordé de chênes.

## Galerie

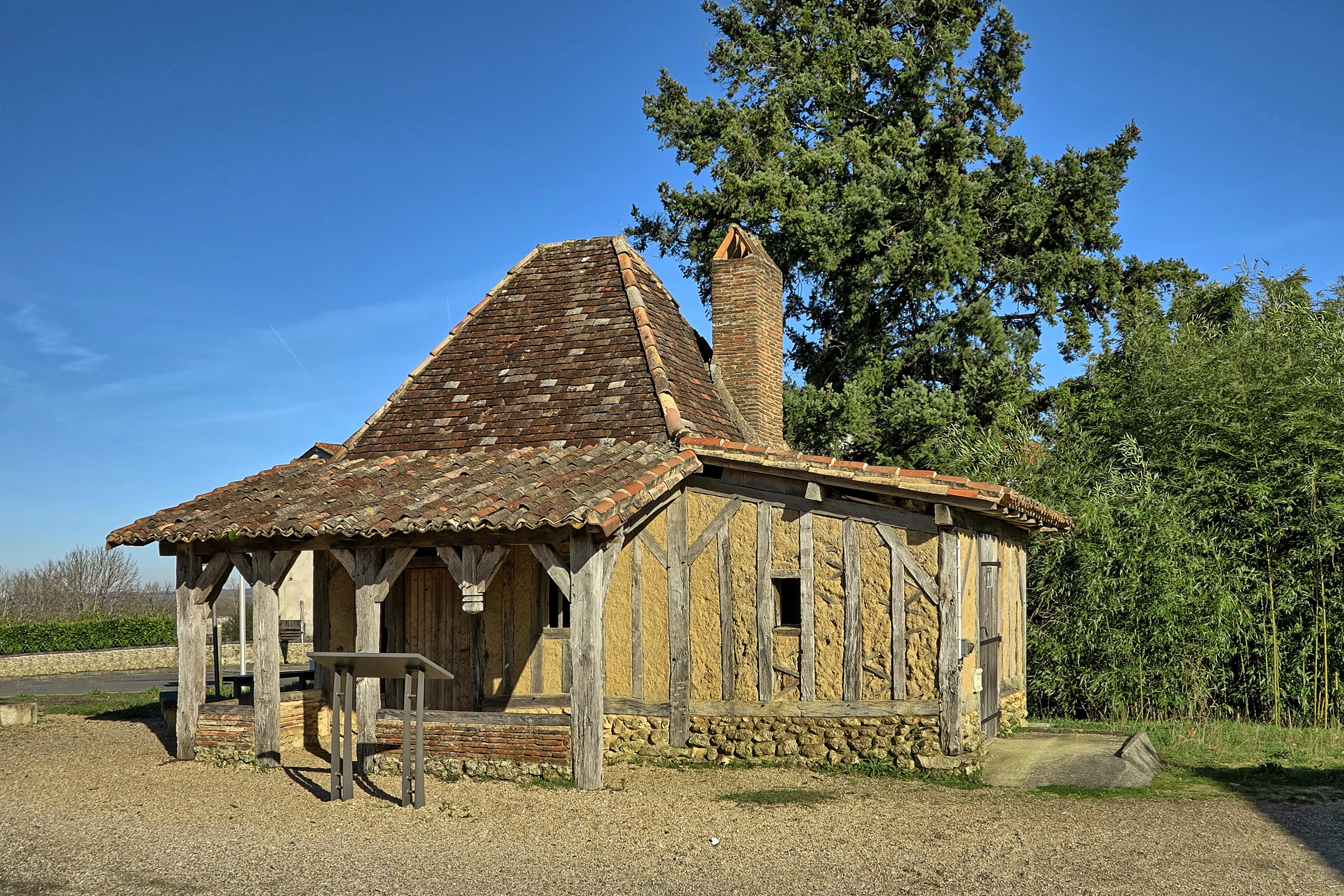
Maison doubleaude construite pour la Félibrée de 1996 à Saint-Aulaye.
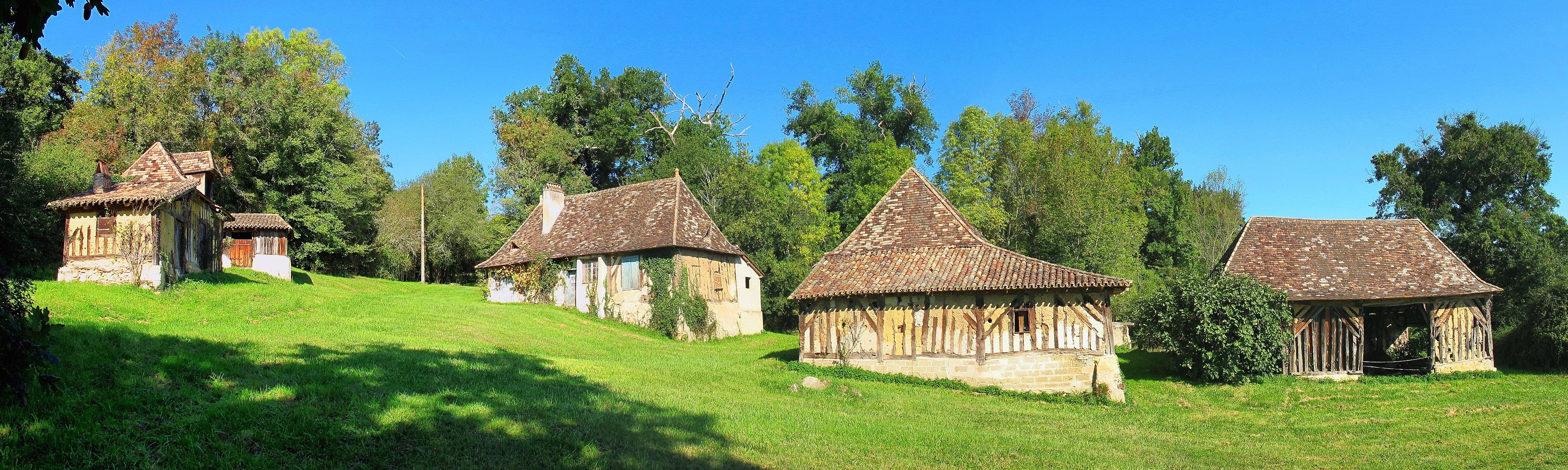
Métairie de Gamanson à Saint-Laurent-des-Hommes.
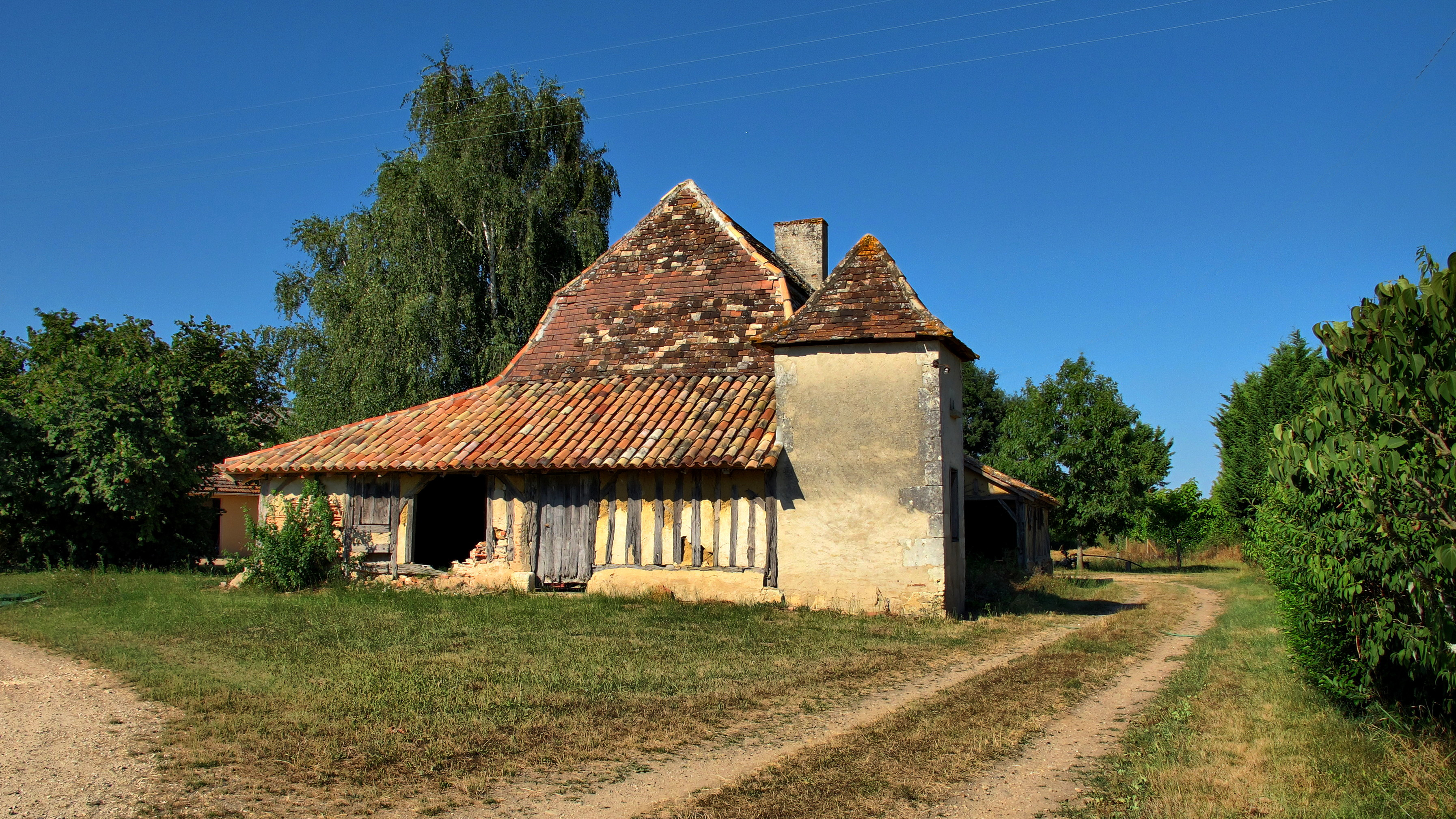
Maison doubleaude avec pigeonnier au hameau de Bigoussias à Saint-Laurent-des-Hommes.